# Иснауда
И́снауда (также Пилда латыш. Pilda, Илжа латыш. Ilža) — река в Латвии, впадает в озеро Лиелайс-Лудзас. Длина реки составляет 26 км. Площадь водосборного бассейна 330 км².
От устья к истоку на реке расположены населённые пункты: Крейчи, Иснауда, Раузы, Меляшки, Ковальки, Застенки, Листики, Эзерниеки, Пилда, Юзифиново, Нюкши, Беломойка, Зили, Раки, Боровая, Веженки, Старомельница, Ускачево и другие.
В 4 км от устья, по левому берегу в неё впадает река Кивдолица.
Река протекает через озеро Пилдас.